# 竹本津賀太夫
竹本 津賀太夫（たけもと つがたゆう）は、義太夫節の太夫。紋は初代は抱き柏で、二代目より師匠の三代目竹本綱太夫と同じ、抱き柏に隅立て四つ目（安政3年（1856年）2月の公演で二代目津賀太夫=竹本山城掾が座紋として使用している）。

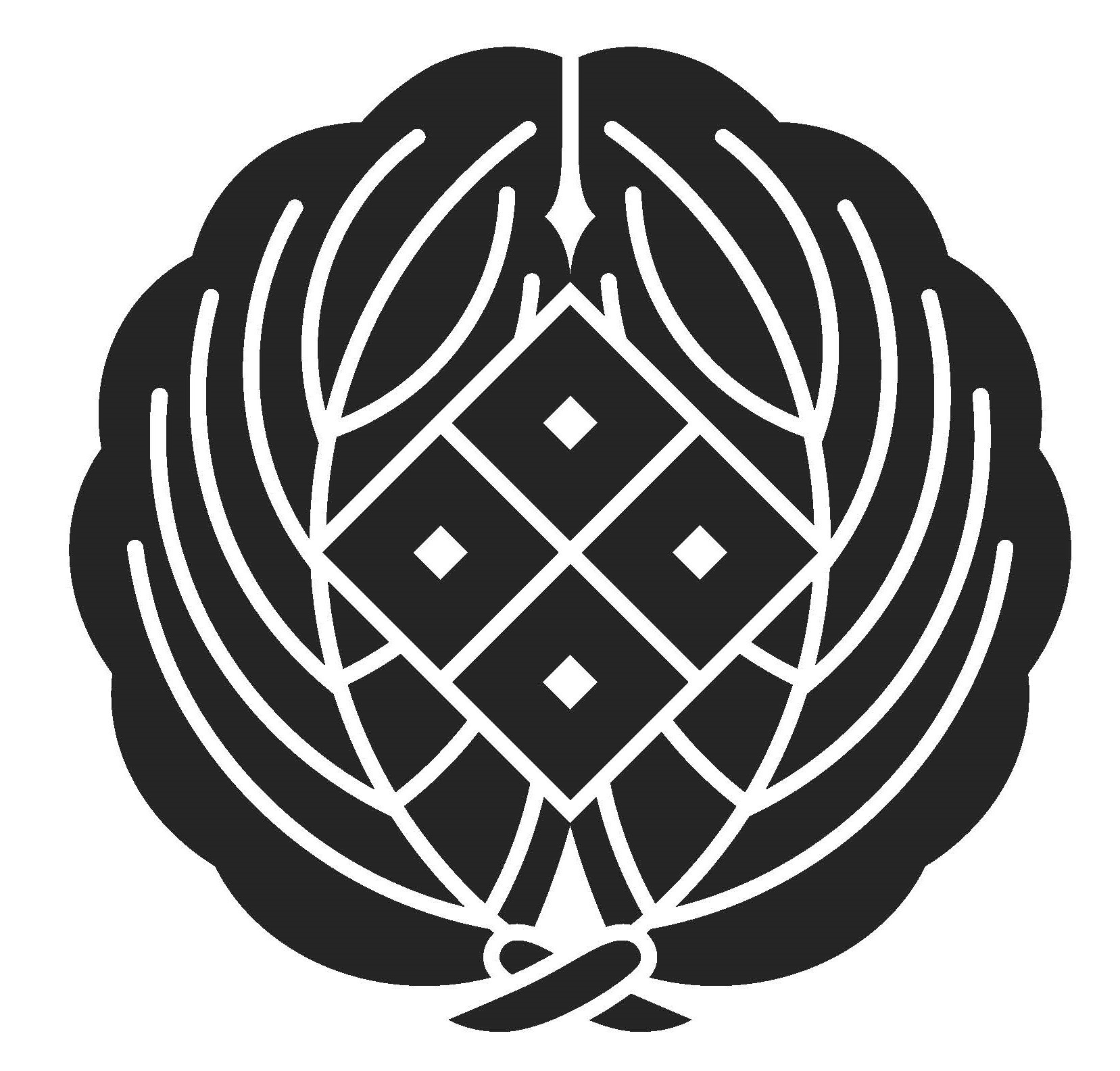
抱き柏に隅立て四つ目

初代・二代目が竹本綱太夫の門弟であり、三代目以降もその系譜に連なる太夫が襲名していることから竹本綱太夫系の名跡として知られる。初代が江戸で活躍した縁で、五代目・六代目は江戸から出ているが、「（竹本津賀太夫の）名跡は当時私が預り阪地（大阪）へ持帰へっておりますから、六代迄はある事になっております。次に此名を継ぐ者には七代目と名乗らせます」と豊竹山城少掾が書き残していることから、現在竹本津賀太夫の名跡は大阪に存在し、豊竹山城少掾の系譜に連なる太夫（即ち竹本綱太夫系）が七代目を襲名する可能性がある。

## 初代
（宝暦13年（1763年）？ - 天保8年（1837年）5月2日）
二代目竹本綱太夫の門弟。通称を納屋徳という。紋は抱き柏（墓碑より）。
伏見出身（墓碑に城州 伏見人とある）。初出座は詳らかではないが、享和元年（1801年）8月4日『箱根霊験躄仇討』四冊目掛合、七冊目中を語る竹本津賀太夫の名前がある（『義太夫年表近世篇』によれば興行地は不明であるとしつつも、版元から京または大坂としている）。同年9月四条南側大芝居『江州逢坂山』四冊目　口、九冊目、十一冊目を語り、同年11月道頓堀東芝居『箱根霊験躄仇討』「黒百合献上の段」「筆助住家の段」「堺の天神の段」を語っており、いずれも師匠二代目竹本綱太夫と同座しているため、初代竹本津賀太夫と断定して差し支えないと考える。初代津賀太夫の前名を竹本津太夫とする資料（天保7年（1836年）『三ヶ津太夫三味線人形改名師第附』）もあるが、竹本綱太夫系竹本津太夫の初代は同じく二代目竹本綱太夫門弟の唐鳥屋松五郎とされている（竹本綱太夫系竹本津太夫の代数について参照）。また、江戸で初代津賀太夫の門弟に竹本津太夫が存在するが、竹本綱太夫系竹本津太夫の代数には数えられていない。
文化10年（1813年）9月座摩社内『姫小松子の日遊』二段目 切『桂川連理柵』「帯屋の段 口」を語り、これ以降江戸に下ったとされるが、翌文化11年（1814年）3月御霊境内『伊賀越乗掛合羽』「行家屋敷の段 口」「伝法屋の段 切」「伏見宿屋の段」を語っている。また、同年3月～5月まで伊勢 勢州中地蔵大芝居の番付にも竹本津賀太夫の名前がある。翌文化12年（1815年）正月 六角堂境内内芝居『双蝶々曲輪日記』にて「相撲場の段」「勧進寺の段」を語り、翌2月同座『加賀見山旧錦絵』六つ目 奥を語っており、まだ関西にいたことがわかる。
しかし、同年8月江戸 結城座にて『桂川連理柵』「帯屋の段」を語っており、津賀太夫の江戸下りは文化12年（1815年）であると確認できる。この興行の口上にも「先達而罷下り候竹本津賀太夫幷ニ音太夫御目見へ浄るり相勤候所殊之外御意二相叶難有仕合ニ奉存且津賀太夫義先達而御名残り浄るり相勤大坂表へ登り可申所去御ひいきの御連中様より御進メニまかせ又候罷出相勤申候」とある。また、結城座の次の興行である『花上野誉の石碑』では師匠二代目竹本綱太夫著である「志渡寺の段 切」を語っている。
加えて、『義太夫年表近世篇』は「『我衣』文化十三年の条に「去乙亥の春、大坂より竹本津賀太夫といふ者下り、結城座にて操興行す。人形芝居は八九年絶てなかりしに、此津賀太夫評判よく珍らしく大入成りしが、打続去年中は人形芝居取立たり」。『武江年表』には、「文化の末、大坂の竹本津賀太夫江戸に下り、操座にて誉れをなせり（文政中迄江戸に付はれたり）」とある。八月十二日結城座「ひらかな盛衰記・他」の番付にも「私芝居当亥中より興行仕」とある。」と記載していることから、津賀太夫の江戸下りは文政12年（1829年）であると裏付ける。
翌文化13年（1816年）正月結城座『八陣守護城』にて津賀太夫は「毒酒の段 切」「加藤本城の段 切」を語り、『新版歌祭文』にては御目見江出語りとして、「野崎村の段 切」を下り 竹本むら太夫（二代目竹本むら太夫後の四代目竹本綱太夫）が語っている。この興行にに付き、「『我衣』文化十三年の項に、「当春も右津賀太夫、村太夫等といふ者来りて八陣守護城といふ浄るり初春より興行。かぶきなければ大に繁昌す」とある。」
この後も、江戸・名古屋・大坂にての出座が番付にて確認できるが、文政7年（1824年）「『我衣』文政七年の項に「一、義太夫節は政太夫住太夫死去して十余年人形芝居中絶したりしを十年以前津賀太夫といふもの下りて是より再興しぬ」とあることから、江戸の義太夫節を津賀太夫が再興したことがわかる。
同年8月江戸 薩摩座『壇浦兜軍記』「琴責めの段」を掛合にて初代竹本津賀太夫、三代目竹本綱太夫、竹本播磨大掾（二代目竹本土佐太夫） 三弦 鶴澤福寿斎にて勤めている。
文政9年（1812年）3月江戸 薩摩座『妹背山婦女庭訓』にて太夫 竹本津賀太夫と紋下に座っている。これ以降の江戸諸座の興行の番付にても太夫 竹本津賀太夫とあり、江戸人形浄瑠璃の頂点に君臨していたことが確認できる。また、相三味線は鶴澤清糸であったことが番付にて確認できる。
最期の舞台は定かではないが、天保7年（1836年）江戸 薩摩座 太夫竹本津賀太夫の興行にて初代竹本綱太夫の当たり役である『箱根霊験躄仇討』「阿弥陀寺滝の段 切」を三味線鶴澤清糸と勤めており、これ以降の出座を『義太夫年表近世篇』では確認できない。
天保8年（1837年）5月2日に死去。享年75歳。戒名は瑤声院秀節通雅居士。
文政5年（1822年）に建立された初代竹本津賀太夫還暦記念碑が浅草神社（浅草寺）境内にあり、墓は両国回向院に四代目津賀太夫が改装したものが現存している。

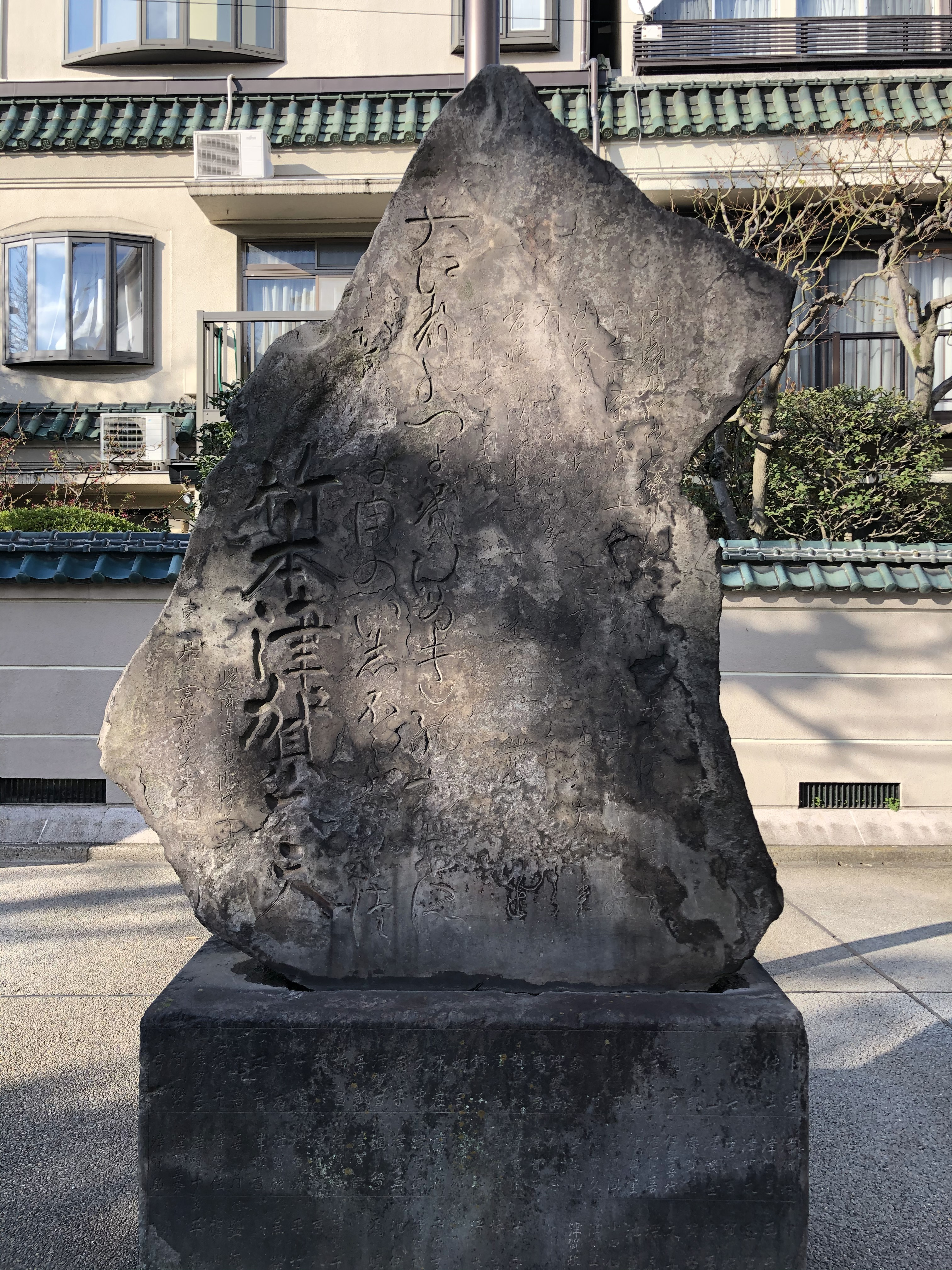
初代竹本津賀太夫還暦記念碑

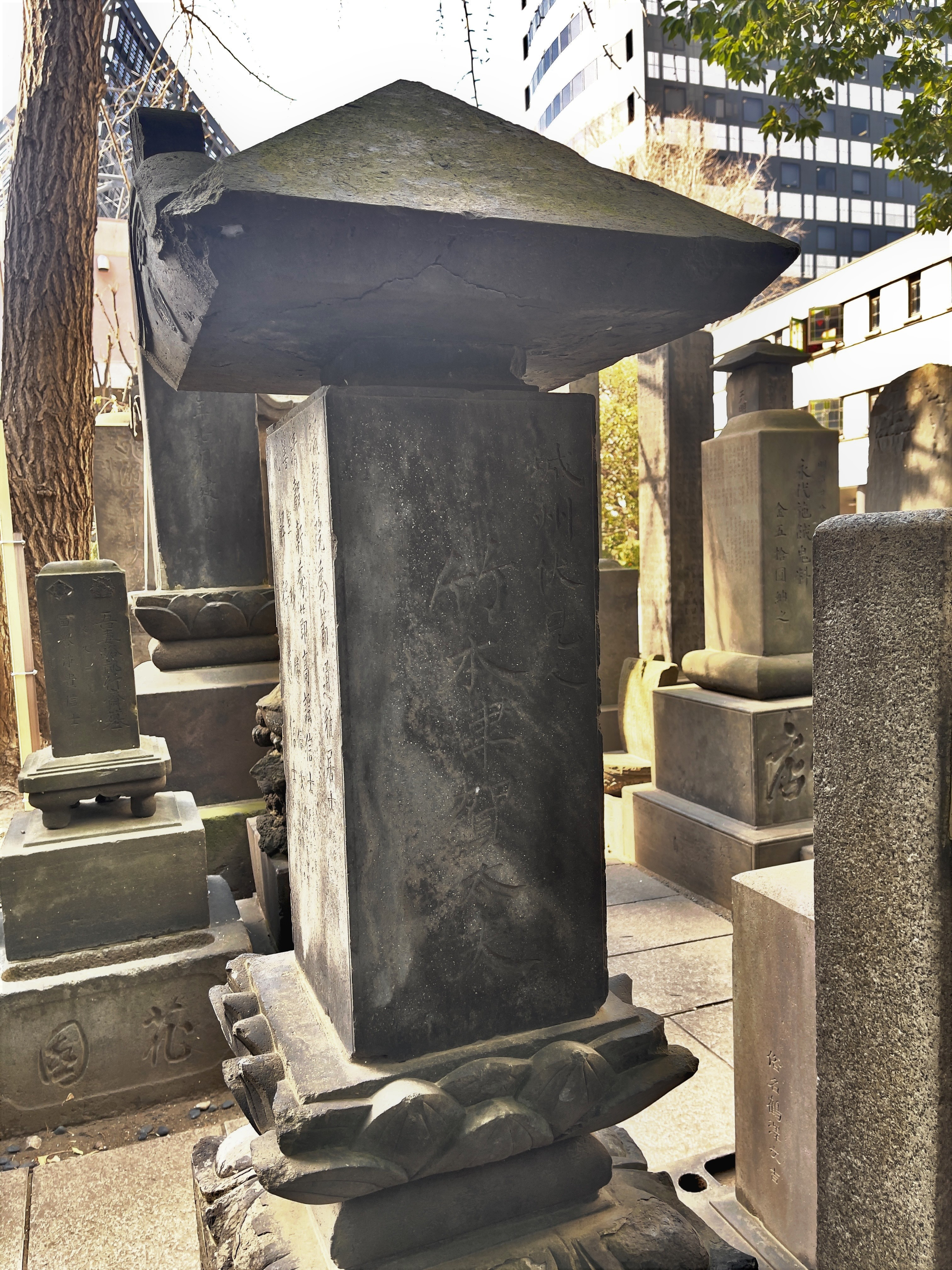
初代竹本津賀太夫墓

## 二代目
（寛政11年（1799年）？ ― 明治14年（1881年）10月22日）
初代竹本寿太夫 → 二代目竹本津賀太夫 → 竹本山城掾（山四郎）※ひと芝居だけ三代目竹本男徳斎を名乗る。
三代目竹本綱太夫の門弟。師の没後は四代目竹本綱太夫門弟。紋は師三代目竹本綱太夫の抱き柏に隅立て四つ目。
屋号を鯉や（鯉屋）といい、鯉屋重吉とも呼ばれる。「日本第一骨芸物語」「おどけ浄瑠璃」と呼ばれたチャリ語りの名人。西京五条坂の生まれで、三代目竹本綱太夫に入門し、初代竹本寿太夫を名乗る。『増補浄瑠璃大系図』では「文政12年（1829年）正月 堀江市の側芝居『伊賀越道中双六』に出勤」とあるが、『義太夫年表 近世篇』によれば、文政2年（1819年）名古屋 清寿院の番付に「竹本寿太夫」の名があり、文政7年（1824年）『見世見物雑志』に「五月十七日より、若宮境内にて浄瑠璃興行。（略）竹本寿太夫」と記され、文政10年（1827年）名古屋 若宮御社内 『伊賀越道中双六』の番付に「意記衛屋敷の段 口」を語る竹本寿太夫の名前があることから、遅くとも文政年間初期には出座していたことがわかる。名古屋 若宮御社内 『伊賀越道中双六』の興行は太夫 竹本綱太夫と師三代目竹本綱太夫が紋下に座り、二代目竹本津太夫も同座している。
天保14年（1843年）8月四条北側芝居 太夫竹本綱太夫『義士伝読切講釈』「寺岡忠義の段」にて寿太夫改二代目竹本津賀太夫を襲名する。翌9月道頓堀若太夫芝居 太夫竹本綱太夫にて、『恋娘昔八丈』「城木屋の段 切」を語り、大坂での襲名披露をする。同興行では、紋下であり師の四代目竹本綱太夫は二代目竹本綱太夫著の『花上野誉石碑』「志渡寺の段」を語っている。
嘉永年間に嵯峨御所より勅許受領し、日本第一 骨芸話 竹本山城掾 藤原兼房と改名し、嘉永6年（1853年）9月四条北側大芝居『けい事 竜宮 骨稽話 玉手箱誉寿』「竜宮の段　切」にて津賀太夫改 竹本山城掾 藤原兼房の受領披露を行う。
翌嘉永7年（1854年）正月寺町寅薬師地内『妹背山婦女庭訓』にて太夫竹本山城掾 藤原兼房と紋下に就任。同年10月因幡薬師境内 あやつり仕立て 竹田からくりの興行にて「滑稽物語 竹本山城掾」として紋下に座っている。同興行にて門弟の二代目竹本寿太夫が『絵本太功記』「尼ヶ崎の段 切」を語り三代目竹本津賀太夫を、同じく門弟の竹本房太夫が『箱根霊験躄仇討』「餞別の段 奥」を語り三代目竹本寿太夫を、それぞれ襲名している。2人の襲名披露は翌安政2年（1855年）4月京四条北側大芝居『伊賀越道中双六』「円覚寺の段」にても行われている。口を房太夫事三代目竹本寿太夫、切を寿太夫事三代目竹本津賀太夫がそれぞれ語っている。
明治初年に受領号が廃止され、掾号（国司号）を名乗ることが禁止されたため、明治2年（1869年）6月京四条北側大芝居にて太夫 竹本山四郎と成り、山城掾から竹本山四郎（やましろう）と名を改めている。
明治6年（1873年）以降は、明治9年（1876年）に竹田芝居が類焼するまで太夫 竹本山四郎として座を率い、松島の文楽座に劣らぬ人気を誇った。その竹田芝居に付き、『義太夫年表明治篇』は「彼（山城掾）はチャリ語りを専門にし、赤の裃を着て、赤い見台に坊主頭でウナって泗落のめしたというが、芸はともかく、七十歳の坂を越した彼の一座には、芸の達者な古靱（初代古靭太夫）・織（二代目織太夫＝六代目綱太夫）・梶（六代目梶太夫＝八代目染太夫）・津（三代目津太夫＝七代目綱太夫）・長尾（初代長尾太夫）・呂（初代呂太夫）・若（八代目若太夫）・文字（五代目文字太夫＝五代目岡太夫）・濱（四代目濱太夫＝四代目津賀太夫）・春子（初代春子太夫＝三代目大隅太夫）等秀れた太夫が集まり、三味線・人形も文楽座と見劣りし通い連中が並んでいたから、自然文楽座の一敵国としての勢力を持った。越路太夫（二代目越路太夫）と競って文楽座を去った古靭太夫（初代古靭太夫）にしても、山四郎一座が健闘して文楽座に劣らぬ人気を持っていたから、文楽座を去る決心がついたのだろう。明治七年九月文楽翁の態度を不満として春太夫（五代目春太夫）・團平（初代團平）等が文楽座を退座したのも、動機はともあれ、竹田芝居の健闘を目前に見ている彼等の考えの中には、辺鄙な松島の文楽座のみが人形淨瑠璃の世界と限ったわけではな（い）」と記している。竹田芝居延焼後は、大江橋席を本拠とした。明治9年（1876年）9月大江橋席『夏祭浪花鑑』「九郎兵衛住家の段（田島町団七内の段）にて、門弟の二代目竹本織太夫に師名である竹本綱太夫を六代目として襲名させている。この襲名にあたり、同じ四代目竹本綱太夫の門弟であるの文楽座紋下五代目竹本春太夫と六代目竹本綱太夫襲名の摺物に言葉を寄せている。
明治12年（1879年）3月13日朝野新聞に「竹本山四郎の引祝ひ　同所（大坂）の竹本綱太夫が其の師匠なる竹本山四郎に深切なことは曾つて新聞に記載せしが、山四郎は七十の坂を超えたる身なれば、綱太夫が最早寄席に出るのを止めて気楽に余年を送らるべし、私共が仕送りをなし、決して不自由はさせ申さじというゆゑ、山四郎は嬉し涙にくれ、今に始めぬ深切は言葉にも尽くし難しとて、終に其の意に従ひたる故、綱太夫がは相弟子数名と申し合はせ、来る四月ごろ山四郎の為に、一世一代引祝ひの大会を催ほすといふは厚意の人にぞ有る。」という記事が掲載されており、この頃六代目綱太夫を筆頭とした門弟たちの仕送りを受けていた。

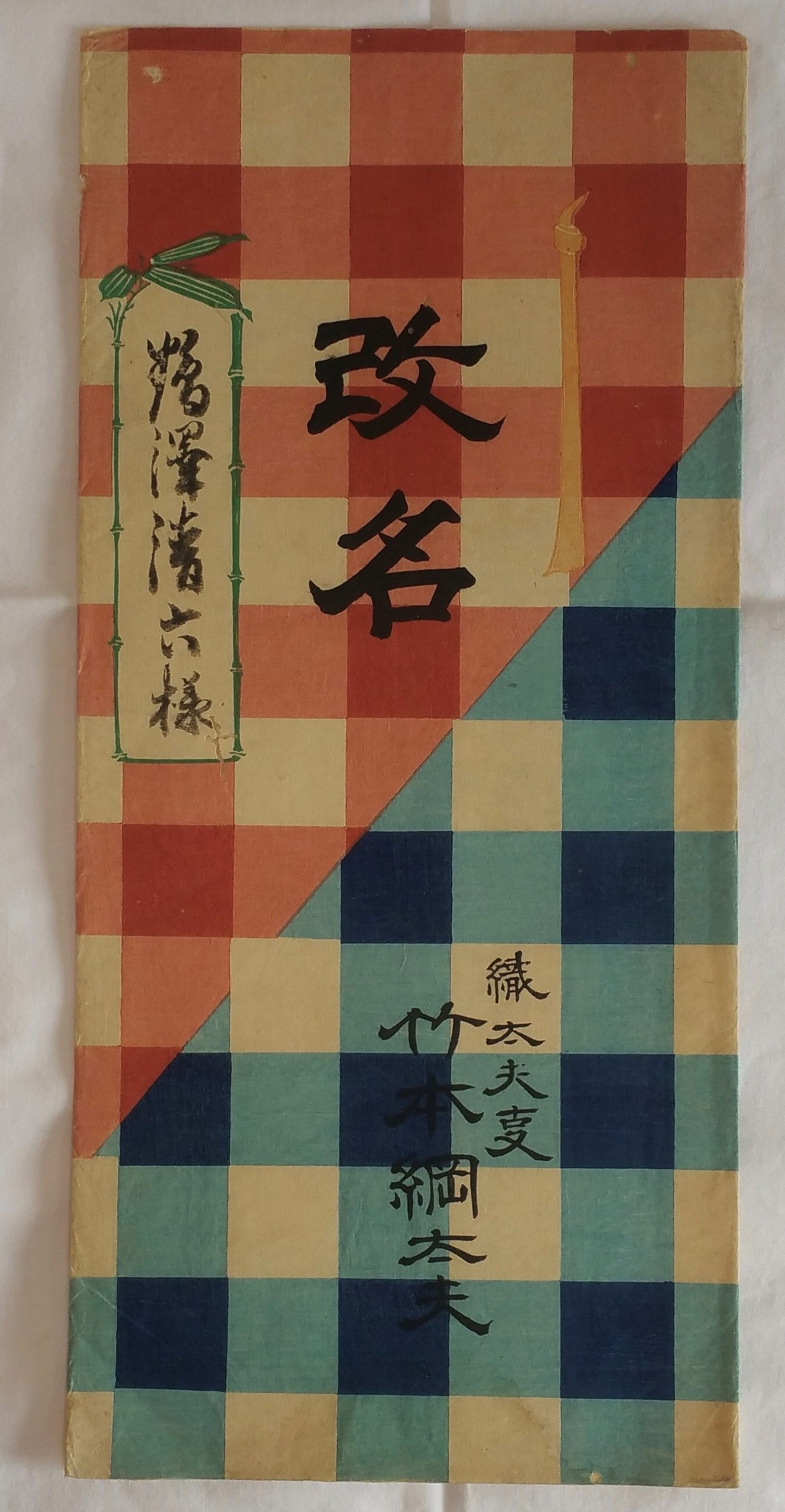
六代目竹本綱太夫改名（襲名）摺物（初代鶴澤清六に宛てたもの）

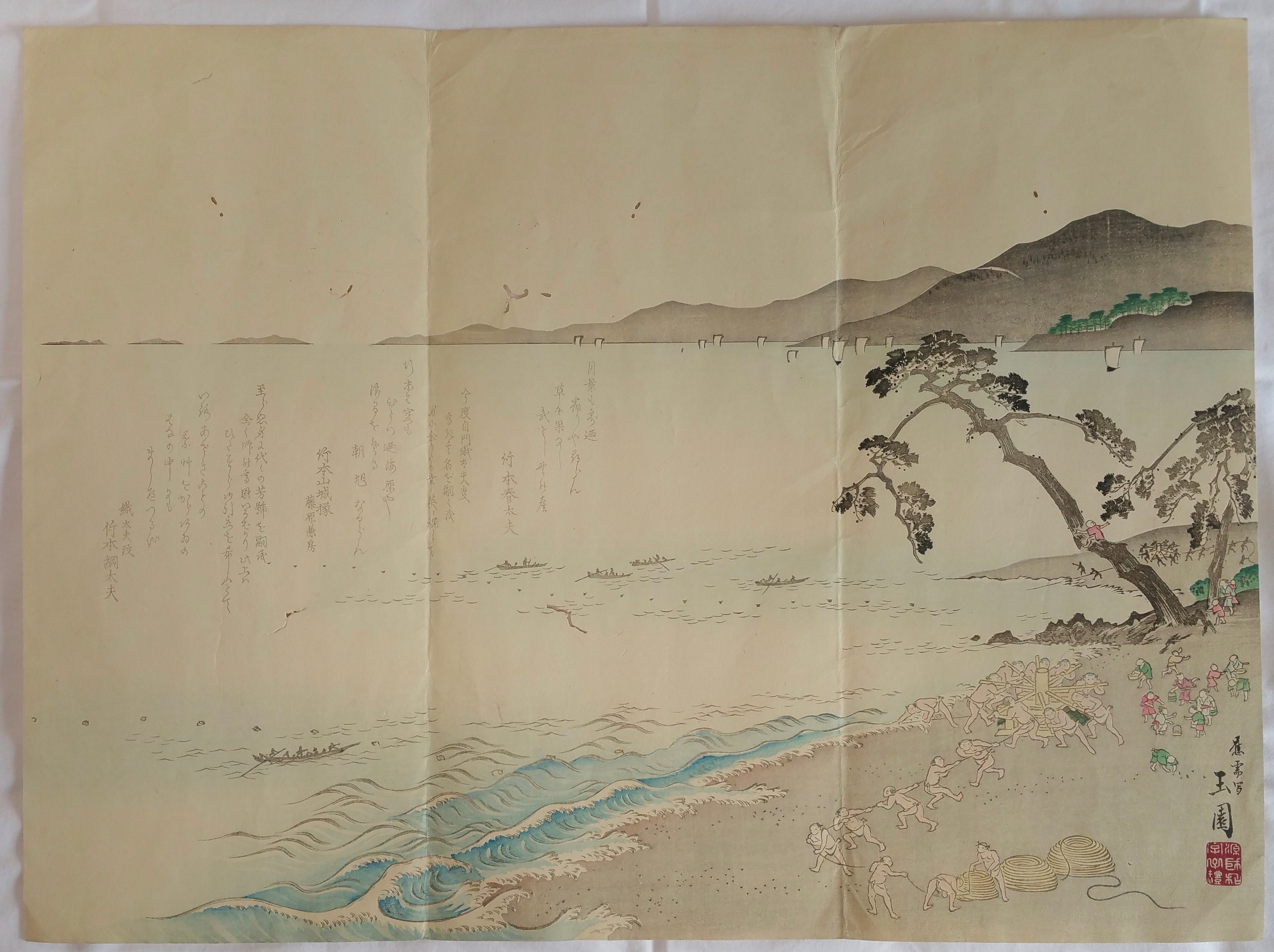
六代目竹本綱太夫改名（襲名）摺物（玉園 画）

明治13年（1880年）9月文楽座『詠開秋七艸』「飛仙ヶ嶽麓の段」を語り久々に文楽座へ出座し、同年11月『契情小倉濃色紙』「山巌寺の段」の眞慶和尚を語っている。
明治14年（1881年）8月 西京四条北側芝居に三代目竹本男徳斎として出座し、『木下蔭狭間合戦』「来作住家の段」を語るも、「斎号相不成候由大坂取締より申来り依て元の山四郎にて出勤致也」と、掾号に続き斎号の使用も差し止められている。竹本男徳斎は初代竹本咲太夫と二代目竹本咲太夫が名乗った斎号で、山城掾と同じく初代咲太夫もチャリ語りの名人として知られている。翌9月同芝居『嬢景清八嶋日記』「花菱屋の段」を語ったのが最後の出座と言われ、10月21日朝より卒中風を発し、10月22日午前1時に死去。戒名は釋教寿。墓は一心寺に巨碑が建立されている。
水鉢…二代目竹本綾瀬太夫（二代目竹本相生太夫）、三代目竹本津太夫（後の七代目竹本綱太夫）
花立…四代目竹本濱太夫（後の四代目竹本津賀太夫）、四代目竹本重太夫（後の六代目竹本政太夫）

定紋であるが、自らが紋下を勤める芝居の番付の座紋が「抱き柏に隅立て四つ目」であり、一心寺の墓碑を建立した門弟の竹本山城太夫が贔屓から送られた幕に「抱き柏に隅立て四つ目」が描かれていることから、師三代目綱太夫の定紋である「抱き柏に隅立て四つ目」を竹本山城掾も使用していたことがわかる。

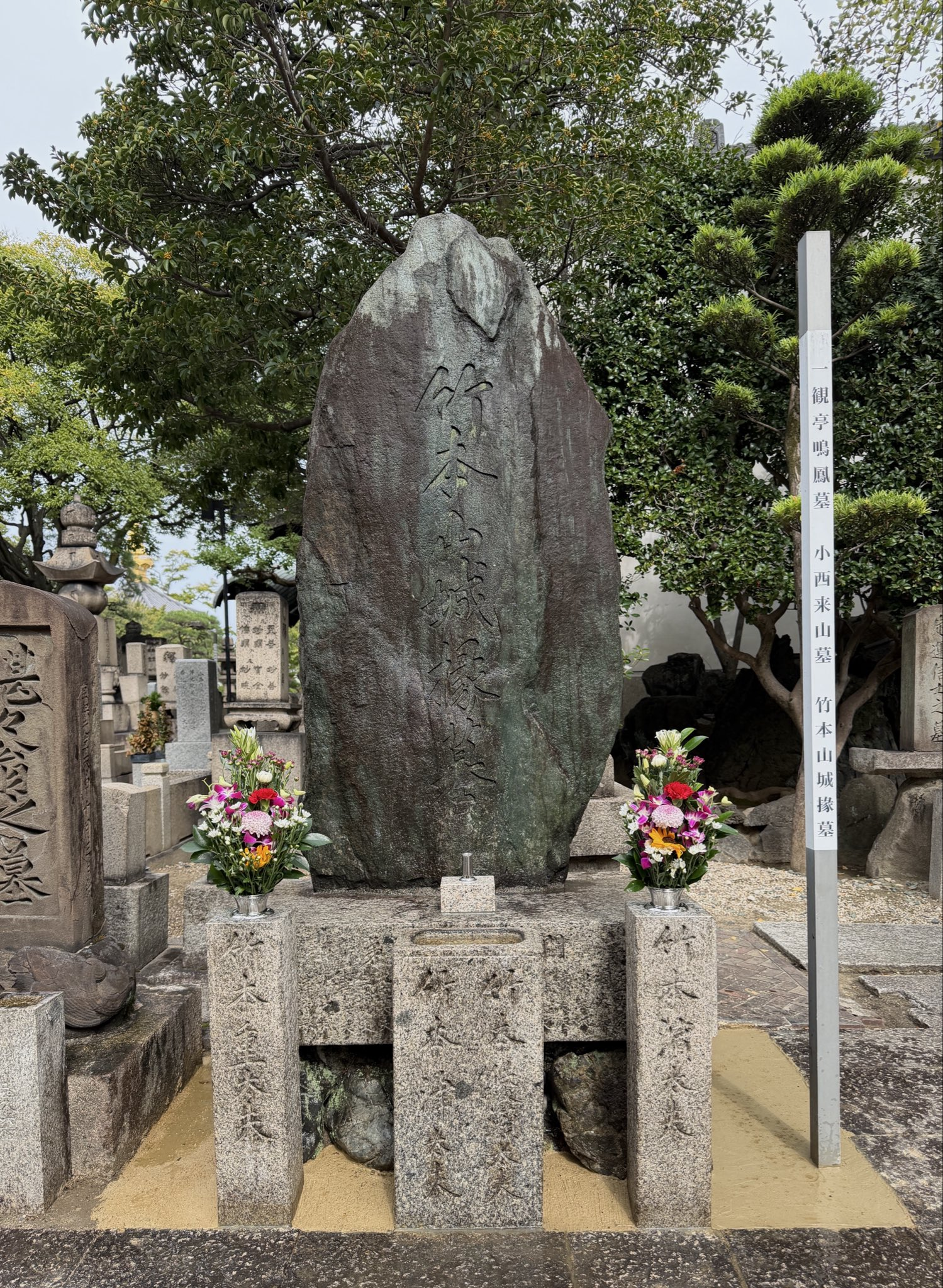
竹本山城掾墓

## 三代目
（生年不詳 -明治6年（1873年）春）
竹本さの太夫 → 竹本政の太夫 → 二代目竹本寿太夫 → 三代目竹本津賀太夫
本名長谷川安兵衛。四代目竹本むら太夫の門弟。師の没後、初代竹本寿太夫（竹本山城掾）の門弟となる。
西京の生まれにて、素人として「さの」を名乗っていたが、四代目竹本むら太夫の門弟となり、天保12年（1841年）9月勢州山田での素浄瑠璃興行の際に竹本さの太夫を名乗る。
天保13年（1842年）座摩社内『八陣守護城』にて「大序 祈りの段」を勤め、竹本政の太夫と名を改める。
天保14年（1843年）に初代竹本寿太夫が二代目竹本津賀太夫を襲名した後、竹本寿太夫を二代目として襲名する。襲名の時期は明らかではないが、弘化3年（1846年）京 左女牛北側芝居にて『合邦辻』を勤める竹本政の太夫の名が番付にあり（同興行には二代目竹本津賀太夫をはじめ、師匠四代目竹本むら太夫、五代目竹本春太夫、三代目竹本長登太夫が一座している）、嘉永4年（1851年）3月改正「次第不同 三都太夫三味線操改名録」に「政の太夫 竹本寿太夫」とあり、同年4月四条北側大芝居にて『安珍清姫 日高川入相花王』「渉場の段」の口を勤める竹本寿太夫の名前が番付で確認できる（切は二代目竹本津賀太夫）ことから、遅くとも嘉永4年には二代目竹本寿太夫を名乗っていたことがわかる。
また、『増補浄瑠璃大系図』に「嘉永の始めの頃師匠むら太夫故人となりし後より津賀太夫預かりとなる」とあるため、二代目竹本津賀太夫の門弟となった折に、師の前名寿太夫を二代目として相続した、とも考えられる。
師匠二代目竹本津賀太夫が嘉永6年（1853年）9月に竹本山城掾と受領を披露した翌嘉永7年（1854年）閏7月博労町いなり境内北の門新席『五天竺』「一つ家の段」にて寿太夫改め三代目竹本津賀太夫を襲名。三味線は野澤吉弥。同芝居『けい事 玉手箱誉寿』「竜宮の段 切」にて津賀太夫改め竹本山城掾とあり、大坂にての受領披露であることがわかる。同年10月因幡薬師境内『絵本太功記』「尼ヶ崎の段 切」にても寿太夫事三代目竹本津賀太夫を襲名。こちらは京での襲名披露と考えられる。また、同芝居にて『箱根霊験躄仇討』「餞別の段 奥」を語り竹本房太夫が三代目竹本寿太夫を襲名している。
また、安政2年（1855年）4月京四条北側大芝居『伊賀越道中双六』「円覚寺の段」にても、口を房太夫事三代目竹本寿太夫、切を寿太夫事三代目竹本津賀太夫がそれぞれ語り襲名披露が行われている。
『義太夫年表明治篇』によれば、三代目津賀太夫は座摩芝居を本拠とし、明治3年（1870年）9月『伊賀越道中双六』他にて、太夫 竹本津賀太夫として紋下に就任している。役場は「岡崎の段 切」。紋下（櫓下）就任に関しては、『増補浄瑠璃大系図』が「座摩社内にて暫くの間津賀太夫座頭にて興行打続き其功によって櫓下太夫号を許す」と記載している。翌10月以降も太夫 竹本津賀太夫と紋下に名を刻み、明治5年（1872年）の宮地芝居の解散まで続いた。座摩芝居の解散の後は、同年9月堀江芝居『仮名手本忠臣蔵』にても太夫 竹本津賀太夫と引き続き紋下を勤める（同芝居にて二代目竹本織太夫（六代目竹本綱太夫）が『仮名手本忠臣蔵』「桃の井別荘の段」として「本蔵下屋敷」を初演している。）。同年10月西京宇治嘉太夫座にても紋下を勤め、「忠臣蔵切に太功記十段目勤て帰坂致病気にて長らく引」み、翌明治6年（1873年）5月道頓堀若太夫芝居『浪花大汐譚』にも太夫 竹本津賀太夫と番付にはあるが、津賀太夫の役場はなく、「三代津賀太夫（紋下）ハ没後ニテ名目ノミ」と『義太夫年表明治篇』も記していることから明治6年（1873年）春ごろ死去したと伝わる。

## 四代目
初代竹本美尾太夫 → 四代目竹本濱太夫 → 四代目竹本津賀太夫
四代目竹本むら太夫（都むら太夫）の門弟。師の没後は二代目津賀太夫（山城掾）の預かりとなる。
鴻池幸武宛て豊竹古靱太夫書簡二十三通に、
「濱太夫改四代目竹本津賀太夫ハ、明治十七年春出版大番附ニ改名有死去ハ明治廿三年十月十日函館ニテ 法名好学調音信士 俗名塚本嘉吉 師匠ハ四代都むら大夫之門人にて後ニ山城掾の門下と成 初名美尾太夫ト名乗リ 後ニ竹本濱太夫を襲名なし又四世津賀太夫と改名後年ニ函館で死す」
と、ある。

## 五代目
（安政3年（1856年）3月 - 明治32年（1899年）4月18日）
竹本小組太夫 → 四代目竹本和佐太夫 → 五代目竹本津賀太夫
本名は上田久兵衛。富山の生まれ。父が竹本組太夫の弟子で、若喜太夫。初代豊竹靱太夫、初代豊竹古靱太夫、五代目竹本住太夫、四代目竹本播磨太夫になどに師事する。小組太夫から四代目竹本和佐太夫を経て、東京に出て4代目竹本播磨太夫の門弟となり、明治19年（1886年）5月1日より東両国の井生村楼にて五代目竹本津賀太夫の襲名披露が行われた（襲名披露を明治18年とする資料もある）墓所は東京小石川の川講安寺。
豊竹山城少掾が十歳の時に、五代目津賀太夫に入門し、小津賀太夫を名乗り、子供太夫として寄席に出ていた。
「明治十一年十二月十王日、東京浅草馬道に銀蔵長男として生る。同十八年八歳にして東京在住竹本政子太夫に義太夫節の手ほどきを享け、傍ら鶴澤清道に稽古を享く。同二十年同じく在京の五世竹本津賀太夫の門に人り、竹本小津賀太夫と名乗り寄席に出演。」「当時私は竹本小津賀太夫と申して、子供太夫で寄席へ出てをりました。」「役者がいやで仕方がなかつたのも手伝つて、それからは私が太夫になりたいといつて肯かないもんで、しまひに父も傾いてくれまして、十歳の春、五代目竹本津賀太夫さんに弟子入りして、竹本小津賀太夫と名乗ることになりました。暫くして子供太夫で寄席へも出勤するやうになりました。……今戸の師匠はもうその頃には大阪へ移られて、東京にゐられなかつたやうにも思ひますが、記憶がさだかでありません。」「大阪へまゐる前に、小津賀太夫を名乗つて十一歳ではじめて高座へ出ました頃は、津賀太夫さんの木戸が三銭、私の歩合が一厘でした。」

## 六代目
（慶応元年4月24日（1865年5月18日） - 昭和19年（1944年）2月21日）本名は米谷安蔵。
大阪の生まれ、最初三味線方。五代目津賀太夫の門下で五代目竹本和佐太夫を名乗る。1898年に六代目津賀太夫を襲名。義太夫因会会長。得意演目は「伽羅先代萩」など。

## 代数外
（生没年不詳）
竹本曽賀太夫 → 竹本津賀太夫（代数外）
初代の門弟。竹本曽賀太夫を名乗る。『義太夫年表近世篇』によれば、天保年間の江戸の公演で、師匠初代竹本津賀太夫との同座が確認できる。初代の没後竹本津賀太夫を名乗るも、竹本津賀太夫の代数には数えられておらず、二代目竹本津賀太夫は三代目竹本綱太夫・四代目竹本綱太夫の門弟から出ている（二代目欄参照）。
竹本曽賀太夫は、初代津賀太夫の門弟であることから、師弟間での竹本津賀太夫の名跡相続を考えていたものと思われるが、①初代竹本津賀太夫は、二代目竹本綱太夫の門弟であり、②竹本津賀太夫は、師匠二代目綱太夫の本名：津國屋（つのくにや）甚兵衛の「津」の字に由来する、竹本綱太夫系の重い名跡であること（同様の例として竹本津太夫が挙げられる）、③初代津賀太夫が没した天保8年（1837年）時点で、初代竹本津賀太夫の師匠名跡の竹本綱太夫が三代目（当時：三綱翁）・四代目と健在であったことから、④いくら初代が江戸で紋下に座るほどの活躍を見せたとしても、竹本綱太夫系の名跡である竹本津賀太夫は、当代竹本綱太夫の四代目竹本綱太夫の管理となるため、三代目竹本綱太夫・四代目竹本綱太夫の門弟である初代竹本寿太夫が二代目として竹本津賀太夫を相続した。竹本綱太夫系における名跡管理の厳格性や、三代目竹本綱太夫（三綱翁）・四代目竹本綱太夫が持った権威を感じるエピソードである。
嘉永四辛亥年三月改正の『次第不同三都太夫三味線操改名録』にて、「寿太夫 竹本津賀太夫 鯉や」「曽賀太夫 竹本津賀太夫 越中や」と、両名の津賀太夫が記されていることから、京・大坂の二代目津賀太夫と江戸の津賀太夫（代数外）が同時期に存在したことが確認できる。